# Leicester Mercury
Leicester Mercury – brytyjska gazeta regionalna ukazująca się w hrabstwie Leicestershire oraz Rutland. Gazeta ukazywała się od XIX wieku pod nazwą  Leicester Daily Mercury. Gazeta jest szóstą prasą sprzedająca się najlepiej w Anglii. Redaktorem naczelnym jest Richard Bettsworth. Biuro redakcji mieści się  przy ul. St George Way w mieście Leicester. Głównymi działami gazety są:
- Biznes
- Polityka
- Edukacja
- Rozrywka
- Przestępstwo
- Zdrowie
- Sport
- Oferty pracy
- Ogłoszenia